# زنجیر (فیلم ۱۹۸۴)
زنجیر (انگلیسی: The Chain) یک فیلم کمدی-درام بریتانیایی به کارگردانی جک گلد است که در سال ۱۹۸۴ منتشر شد.

## بازیگران
- فیلیس لوگان
- آنا مسی
- برنارد هیل
- بیلی وایتلاو
- جودی پارفیت
- لئو مک‌کرن
- نایجل هاثورن
- دیوید تراتون